# Cacia lepesmei
Cacia lepesmei är en skalbaggsart som beskrevs av J. Linsley Gressitt 1951. Cacia lepesmei ingår i släktet Cacia och familjen långhorningar. Inga underarter finns listade.